# Temporada 1986-87 de los Cleveland Cavaliers
La temporada 1986-87 fue la decimoséptima de los Cleveland Cavaliers en la NBA. La temporada regular acabó con 31 victorias y 51 derrotas, ocupando el noveno  puesto de la conferencia Este, no logrando clasificarse para los playoffs.

## Elecciones en elDraft
| Ronda | Puesto | Jugador         | Posición | Nacionalidad   | Universidad         |
| ----- | ------ | --------------- | -------- | -------------- | ------------------- |
| 1     | 1      | Brad Daugherty  | Pívot    | Estados Unidos | North Carolina      |
| 1     | 8      | Ron Harper      | Escolta  | Estados Unidos | Miami (OH)          |
| 2     | 29     | Johnny Newman   | Alero    | Estados Unidos | Richmond            |
| 3     | 50     | Kevin Henderson | Base     | Estados Unidos | Cal State-Fullerton |

## Temporada regular
| División Central    | División Central | División Central | División Central | División Central | División Central | División Central | División Central | División Central |
| Equipo              | G                | P                | %                | PD               | Casa             | Fuera            | Div              |                  |
| ------------------- | ---------------- | ---------------- | ---------------- | ---------------- | ---------------- | ---------------- | ---------------- | ---------------- |
| y-Atlanta Hawks     | 57               | 25               | .695             | –                | 35–6             | 22–19            | 17–13            |                  |
| x-Detroit Pistons   | 52               | 30               | .634             | 5                | 32–9             | 20–21            | 17–13            |                  |
| x-Milwaukee Bucks   | 50               | 32               | .610             | 7                | 32–9             | 18–23            | 17–13            |                  |
| x-Indiana Pacers    | 41               | 41               | .500             | 16               | 28–13            | 13–28            | 13–16            |                  |
| x-Chicago Bulls     | 40               | 42               | .488             | 17               | 29–12            | 11–30            | 17–12            |                  |
| Cleveland Cavaliers | 31               | 51               | .378             | 26               | 25–16            | 6–35             | 8–22             |                  |

## Estadísticas
| Rk | Jugador          | Edad | P  | PT | MP   | TC  | TCI  | %TC  | T3  | T3I | %T3  | TL  | TLI | %TL  | RO  | RD  | RT  | AS  | RB  | TAP | BP  | FP  | PTS  |
| -- | ---------------- | ---- | -- | -- | ---- | --- | ---- | ---- | --- | --- | ---- | --- | --- | ---- | --- | --- | --- | --- | --- | --- | --- | --- | ---- |
| 1  | Ron Harper       | 23   | 82 | 82 | 37.4 | 9.0 | 19.7 | .455 | 0.2 | 1.1 | .213 | 4.7 | 6.9 | .684 | 2.1 | 2.7 | 4.8 | 4.8 | 2.5 | 1.0 | 4.2 | 3.0 | 22.9 |
| 2  | Hot Rod Williams | 24   | 80 | 80 | 33.9 | 5.4 | 11.2 | .485 | 0.0 | 0.0 | .000 | 3.7 | 5.0 | .745 | 2.8 | 5.1 | 7.9 | 1.9 | 0.7 | 2.1 | 1.7 | 2.5 | 14.6 |
| 3  | Brad Daugherty   | 21   | 80 | 80 | 33.7 | 6.1 | 11.3 | .538 | 0.0 | 0.0 |      | 3.5 | 5.0 | .696 | 1.9 | 6.2 | 8.1 | 3.8 | 0.6 | 0.8 | 3.1 | 3.1 | 15.7 |
| 4  | Phil Hubbard     | 30   | 68 | 68 | 30.6 | 4.7 | 8.9  | .531 | 0.0 | 0.1 | .000 | 2.4 | 4.0 | .596 | 2.6 | 3.1 | 5.7 | 2.0 | 1.0 | 0.1 | 2.3 | 3.3 | 11.8 |
| 5  | John Bagley      | 26   | 72 | 67 | 30.3 | 4.3 | 10.2 | .426 | 0.4 | 1.4 | .301 | 1.6 | 1.9 | .831 | 0.8 | 2.7 | 3.5 | 5.3 | 1.3 | 0.1 | 2.3 | 1.6 | 10.7 |
| 6  | Craig Ehlo       | 25   | 44 | 15 | 20.2 | 2.3 | 5.4  | .414 | 0.1 | 0.7 | .172 | 1.6 | 2.3 | .707 | 1.3 | 2.4 | 3.7 | 2.1 | 0.9 | 0.7 | 1.4 | 1.8 | 6.2  |
| 7  | Mark Price       | 22   | 67 | 0  | 18.2 | 2.6 | 6.3  | .408 | 0.3 | 1.0 | .329 | 1.4 | 1.7 | .833 | 0.5 | 1.3 | 1.7 | 3.0 | 0.6 | 0.1 | 1.6 | 1.1 | 6.9  |
| 8  | Mark West        | 26   | 78 | 13 | 17.1 | 2.7 | 4.9  | .543 | 0.0 | 0.0 | .000 | 1.1 | 2.2 | .514 | 1.6 | 2.7 | 4.3 | 0.5 | 0.3 | 1.0 | 1.4 | 2.9 | 6.5  |
| 9  | Tyrone Corbin    | 24   | 32 | 0  | 13.7 | 1.3 | 3.7  | .368 | 0.0 | 0.1 | .250 | 1.3 | 1.8 | .737 | 1.1 | 1.9 | 3.0 | 0.5 | 0.5 | 0.1 | 0.6 | 1.5 | 4.0  |
| 10 | Keith Lee        | 24   | 67 | 1  | 13.0 | 2.5 | 5.6  | .455 | 0.0 | 0.0 | .000 | 1.1 | 1.5 | .713 | 1.4 | 2.4 | 3.7 | 1.0 | 0.4 | 0.6 | 1.3 | 2.2 | 6.1  |
| 11 | Melvin Turpin    | 26   | 64 | 1  | 12.5 | 2.6 | 5.7  | .462 | 0.0 | 0.0 |      | 0.9 | 1.2 | .714 | 1.0 | 2.0 | 3.0 | 0.5 | 0.2 | 0.6 | 1.0 | 1.4 | 6.1  |
| 12 | Ben Poquette     | 31   | 37 | 1  | 11.8 | 1.1 | 2.2  | .500 | 0.0 | 0.1 | .000 | 0.8 | 1.1 | .795 | 0.5 | 1.5 | 2.1 | 0.8 | 0.2 | 0.6 | 0.5 | 1.4 | 3.1  |
| 13 | Scooter McCray   | 26   | 24 | 2  | 11.6 | 1.3 | 2.7  | .462 | 0.0 | 0.0 |      | 0.8 | 1.7 | .488 | 0.8 | 1.6 | 2.4 | 1.0 | 0.4 | 0.2 | 1.0 | 1.2 | 3.3  |
| 14 | Dirk Minniefield | 26   | 11 | 0  | 11.1 | 1.2 | 3.8  | .310 | 0.0 | 0.5 | .000 | 0.1 | 0.4 | .250 | 0.1 | 0.8 | 0.9 | 1.2 | 0.5 | 0.1 | 1.1 | 0.7 | 2.5  |
| 15 | Johnny Newman    | 23   | 59 | 0  | 10.7 | 1.9 | 4.7  | .411 | 0.0 | 0.4 | .045 | 1.1 | 1.3 | .868 | 0.6 | 0.6 | 1.2 | 0.5 | 0.3 | 0.1 | 0.8 | 1.1 | 5.0  |

## Galardones y récords
| Jugador                 | Galardón                            |
| Brad Daugherty          | Mejor quinteto de rookies de la NBA |
| Ron Harper              | Mejor quinteto de rookies de la NBA |
| John "Hot Rod" Williams | Mejor quinteto de rookies de la NBA |